# Célula de Sertoli
A célula de Sertoli é uma célula somática de grandes dimensões do interior do testículo, relacionada com diversas células germinativas no túbulo seminífero. Tem funções no controle da maturação e da migração das células germinativas; síntese de proteínas e esteroides estão envolvidas no controle da passagem das secreções entre compartimentos tubulares e intersticiais e formam a barreira hemato-testicular.

## Funções
Tem diversas funções essenciais para o bom funcionamento do sistema reprodutor masculino como :
- Sustentação e proteção das células de linhagem espermatogênica;
- Nutrição das células da linhagem espermatogênica[3];
- Formação da barreira hemato-testicular;
- Fagocitose de gametas danificados e restos celulares;
- Secreção de um meio rico em frutose, que nutre e facilita o transporte dos espermatozóides até o interior dos ductos genitais;
- Secreção da Proteína de Ligação com Andrógeno (ABP) aumentando a concentração de testosterona nos túbulos seminíferos;
- Secreção dos hormônios inibina após a puberdade (inibindo a secreção de FSH);
- Secreção do hormônio anti-mulleriano (AMH) durante a diferenciação sexual do embrião na sexta semana de gestação.

Por ter tantas funções importantes é utilizada como parâmetro para avaliação da eficiência da espermatogênese.
Sua atividade é regulada pelo Hormônio folículo estimulante (FSH) produzido pela glândula pituitária.